# Пожар на парахода „Княгиня Мария-Луиза“
Гражданският параход „Княгиня Мария-Луиза“ е първият български океански кораб. Става известен с героичната си гибел край Пирея през май 1941 г. Капитан на парахода е Иван Томов.
В края на април 1941 г. българското правителство разпорежда Българското търговско параходно дружество да предостави корабите си „Бургас“ и „Княгиня Мария-Луиза“ на германската военнотранспортна служба „Зеетранспортщеле“.
На 2 май корабът „Княгиня Мария-Луиза“ отплава от Варна към Солун, където товари провизии. Седмица по-късно ги разтоварва в Пирея. Връща се в Солун за крайно несъвместими товари – самолетни бомби и взриватели плюс варели с бензин.
На 28 май акостира отново в Пирея. След като на 30 май сутринта започва разтоварването от местните докери на товара от кораба, дежурният моряк Васил Илиев установява към 6:30 ч., че гъст черен дим излиза от трюм на кораба. Екипажът е вдигнат по тревога да загаси пожара с вода, но бензинът се разгаря още повече. Пожарът по всяка вероятност е умишлен и е резултат от диверсия. В борбата с огъня се включват всички пожарникари от Пирея и Атина, но не успяват да овладеят огнената стихия. Възниква непосредствена опасност пожарът да се прехвърли и на съседните кораби в пристанището на Пирея, а чрез тях да бъдат засегнати и пристанищните складове, пълни с взривоопасни материали. Възниква реална заплаха да се повтори трагедията от взрива в Халифакс (провинция Нова Скотия, Канада) през 1917 г.
В онзи решителен момент капитан Томов взема единственото правилно решение – жертвайки своя живот и живота на част от екипажа на кораба, спасява Пирея от разрушение, а нейните жители – от смърт. Капитанът разпорежда повечето моряци да слязат на сушата, за да се спасят, а командният състав (от 4 офицери) да остане на борда и да изведе кораба в открито море. Остават и няколко моряци – 2 маслянчици, радиотелеграфист, механик, готвач, рулеви, огняр.
Горящият кораб е изтеглен от кея от 2 гръцки влекача. Когато навлиза почти на миля навътре в морето, кап. Томов призовава намиращите се на борда да го оставят сам и да се спасяват. Успяват да скочат в морето 5 души (включително вторият и третият помощник-капитани), но започват взривовете и останалите загиват; след 3-тия взрив корабът се разцепва и бързо потъва.
Според тогавашния в. „Варненска поща“ от 5 юни с.г. загиват 6 членове на екипажа, 3 души са ранени; останалите 28 души от екипажа оцеляват.. Потъват италианският кораб „Албатрос“ в пламъци и германският „Аликанте“. Има разрушения от ударната вълна, повредени са пристанищни съоръжения, но градът е спасен.